# Bouxurulles
Bouxurulles est une commune française située dans le département des Vosges, en région Grand Est.

## Géographie

### Localisation

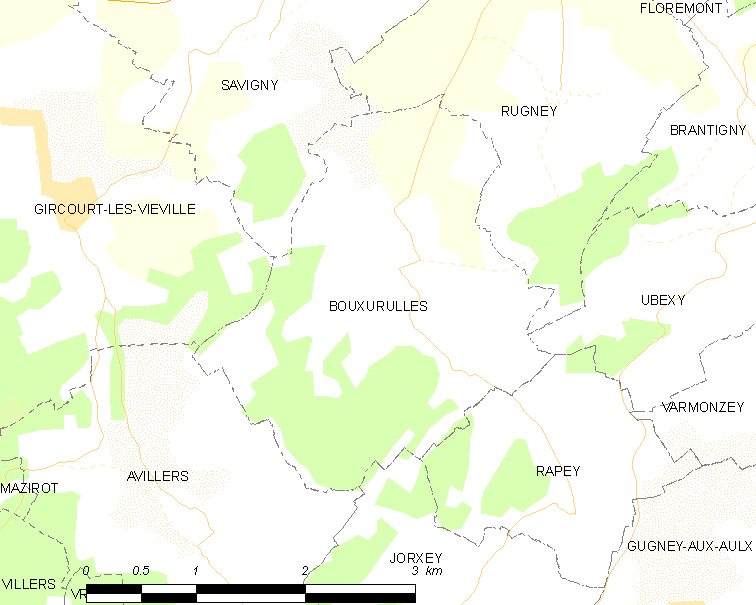
Situation géographique de Bouxurulles.

Le village de Bouxurulles est traversé par le ruisseau le Rulies qui rejoint le Colon, lui-même affluent du Madon.
La commune est constituée d'un Village-rue entouré de collines ; il s'ouvre sur son chef-lieu de canton, Charmes, à 7 km au nord-est.

### Géologie et relief
Bois de la Logeotte. 
La forêt fut partiellement détruite lors de la tempête du 26 décembre 1999. 18 années de récolte de bois ont été couchées en quelques minutes. Bon nombre des hêtres qui avaient survécu à la tempête n'ont pas résisté à la sécheresse de 2003.
Espaces naturels :
- Deux zones naturelles d'intérêt écologique, faunistique et floristique (Znieff) :

Gîtes à chiroptères de Bouxurulles et Ubery,
Vergers de Mirecourt.

### Hydrographie et les eaux souterraines
Hydrogéologie et climatologie : Système d’information pour la gestion des eaux souterraines du bassin Rhin-Meuse :
Territoire communal : Occupation du sol (Corinne Land Cover); Cours d'eau (BD Carthage),
Géologie : Carte géologique; Coupes géologiques et techniques,
Hydrogéologie : Masses d'eau souterraine; BD Lisa; Cartes piézométriques.

#### Réseau hydrographique
La commune est située dans le bassin versant du Rhin au sein du bassin Rhin-Meuse. Elle est drainée par le ruisseau le Rulles,.

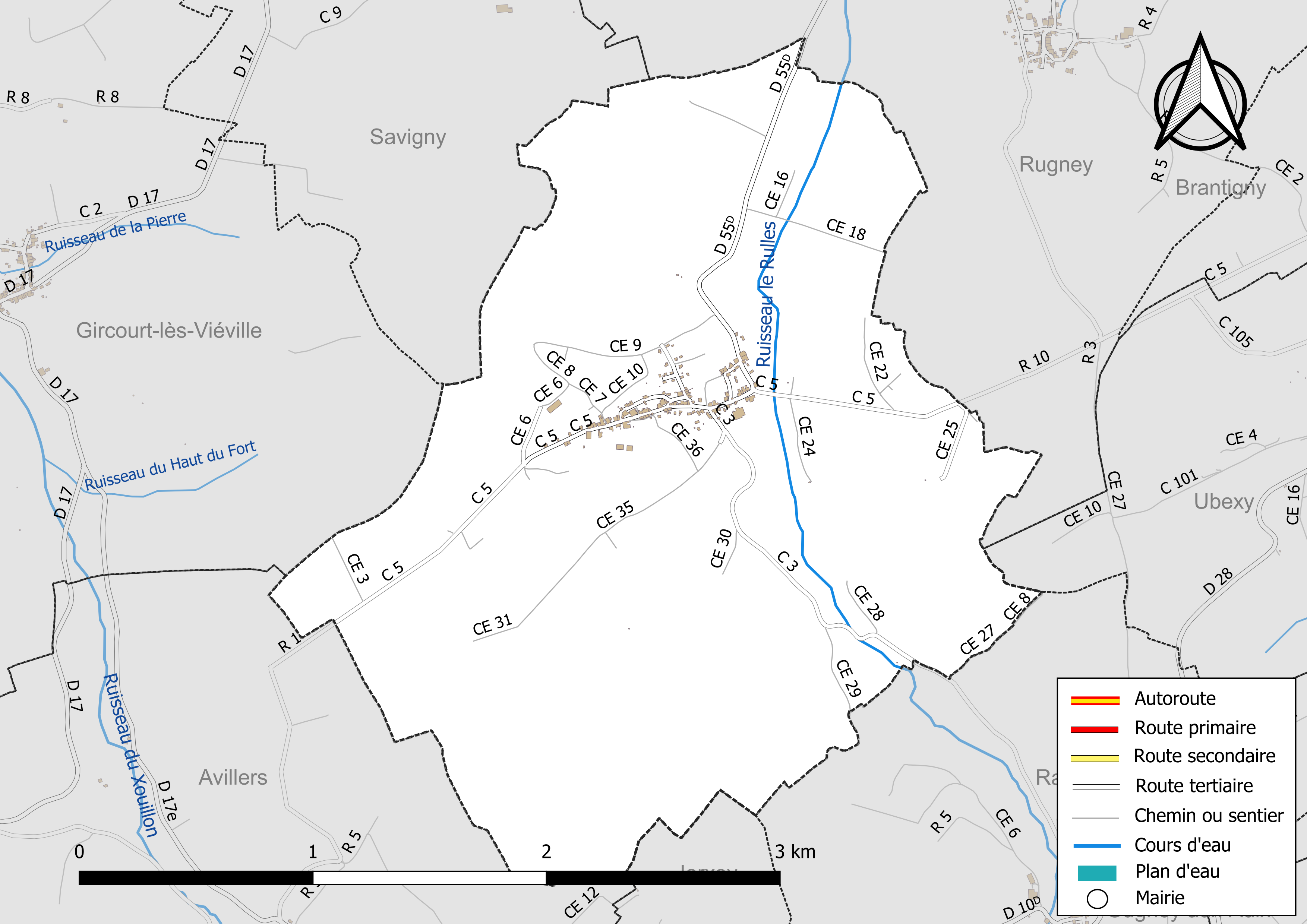
Réseaux hydrographique et routier de Bouxurulles.

#### Gestion et qualité des eaux
Le territoire communal est couvert par le schéma d'aménagement et de gestion des eaux (SAGE) « Nappe des Grès du Trias Inférieur ». Ce document de planification, dont le territoire comprend le périmètre de la zone de répartition des eaux de la nappe des Grès du trias inférieur (GTI), d'une superficie de 1 497 km2,  est en cours d'élaboration. L’objectif poursuivi est de stabiliser les niveaux piézométriques de la nappe des GTI et atteindre l'équilibre entre les prélèvements et la capacité de recharge de la nappe. Il doit être cohérent avec les objectifs de qualité définis dans les SDAGE Rhin-Meuse et Rhône-Méditerranée. La structure porteuse de l'élaboration et de la mise en œuvre est le conseil départemental des Vosges.
La qualité des eaux de baignade et des cours d’eau peut être consultée sur un site dédié géré par les agences de l’eau et l’Agence française pour la biodiversité.

### Climat
Pour des articles plus généraux, voir Climat du Grand Est et Climat des Vosges.
En 2010, le climat de la commune est de type climat de montagne, selon une étude du Centre national de la recherche scientifique s'appuyant sur une série de données couvrant la période 1971-2000. En 2020, Météo-France publie une typologie des climats de la France métropolitaine dans laquelle la commune est exposée à un climat semi-continental et est dans la région climatique  Lorraine, plateau de Langres, Morvan, caractérisée par un hiver rude (1,5 °C), des vents modérés et des brouillards fréquents en automne et hiver. 
Pour la période 1971-2000, la température annuelle moyenne est de 9,6 °C, avec une amplitude thermique annuelle de 17,1 °C. Le cumul annuel moyen de précipitations est de 974 mm, avec 12,7 jours de précipitations en janvier et 9,7 jours en juillet. Pour la période 1991-2020, la température moyenne annuelle observée sur la station météorologique de Météo-France la plus proche, « Mirecourt-inra », sur la commune de Mirecourt à 9 km à vol d'oiseau, est de 10,4 °C et le cumul annuel moyen de précipitations est de 824,3 mm. 
La température maximale relevée sur cette station est de 39,5 °C, atteinte le 25 juillet 2019 ; la température minimale est de −19,5 °C, atteinte le 20 décembre 2009,,. 
Les paramètres climatiques de la commune ont été estimés pour le milieu du siècle (2041-2070) selon différents scénarios d'émission de gaz à effet de serre à partir des nouvelles projections climatiques de référence DRIAS-2020. Ils sont consultables sur un site dédié publié par Météo-France en novembre 2022.

## Urbanisme

### Typologie
Au 1er janvier 2024, Bouxurulles est catégorisée commune rurale à habitat dispersé, selon la nouvelle grille communale de densité à sept niveaux définie par l'Insee en 2022.
Elle est située hors unité urbaine. Par ailleurs la commune fait partie de l'aire d'attraction de Charmes, dont elle est une commune de la couronne,. Cette aire, qui regroupe 10 communes, est catégorisée dans les aires de moins de 50 000 habitants,.

### Occupation des sols
L'occupation des sols de la commune, telle qu'elle ressort de la base de données européenne d’occupation biophysique des sols Corine Land Cover (CLC), est marquée par l'importance des territoires agricoles (69,1 % en 2018), en diminution par rapport à 1990 (73,4 %). La répartition détaillée en 2018 est la suivante : 
zones agricoles hétérogènes (28,5 %), prairies (27,8 %), forêts (26,6 %), terres arables (12,8 %), zones urbanisées (4,3 %). L'évolution de l’occupation des sols de la commune et de ses infrastructures peut être observée sur les différentes représentations cartographiques du territoire : la carte de Cassini (XVIIIe siècle), la carte d'état-major (1820-1866) et les cartes ou photos aériennes de l'IGN pour la période actuelle (1950 à aujourd'hui).

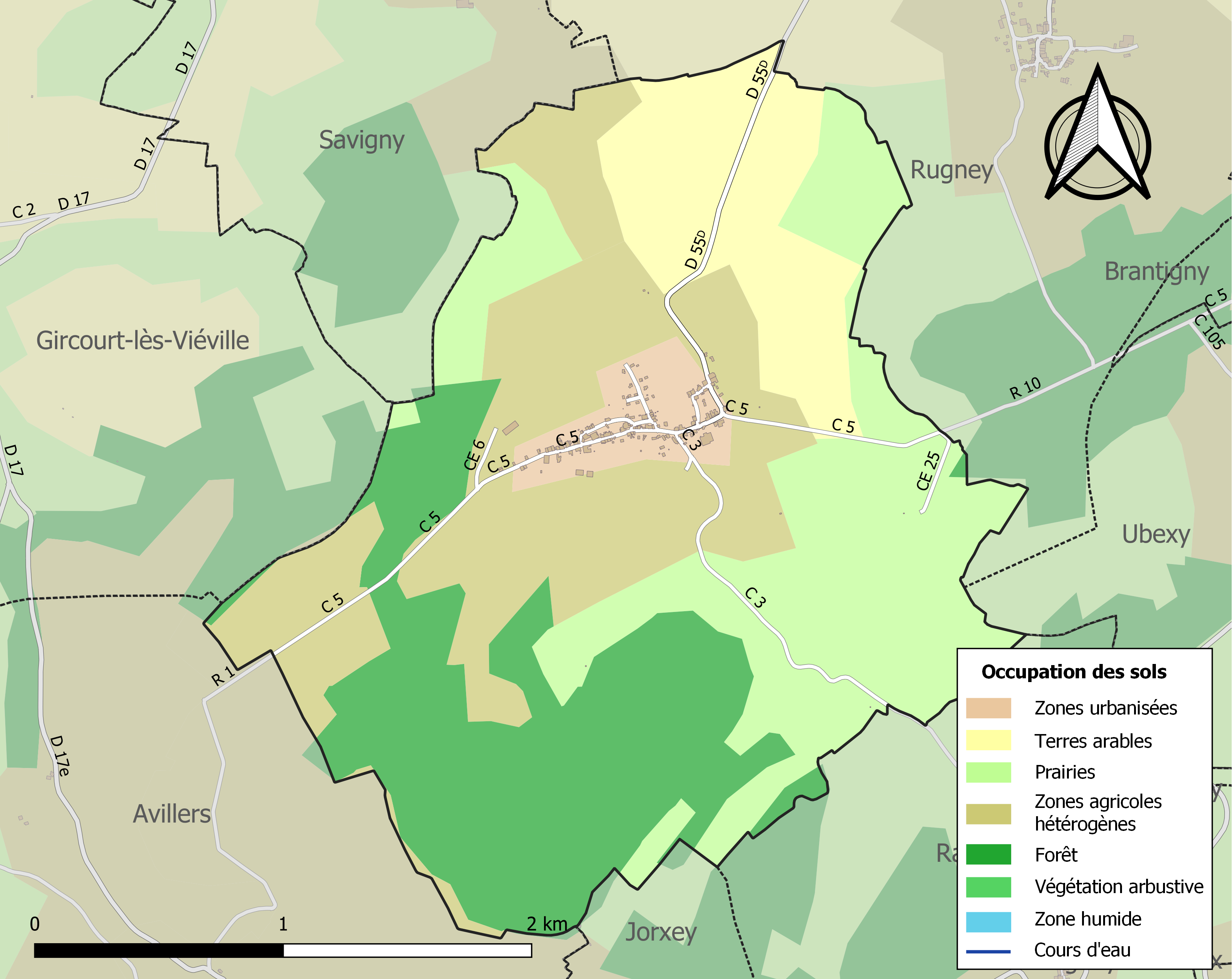
Carte des infrastructures et de l'occupation des sols de la commune en 2018 (CLC).

### Voies de communications et transports

#### Voies routières
- A31 (aussi appelée autoroute de Lorraine-Bourgogne). Échangeur Bulgnéville[19].

#### Transports en commun

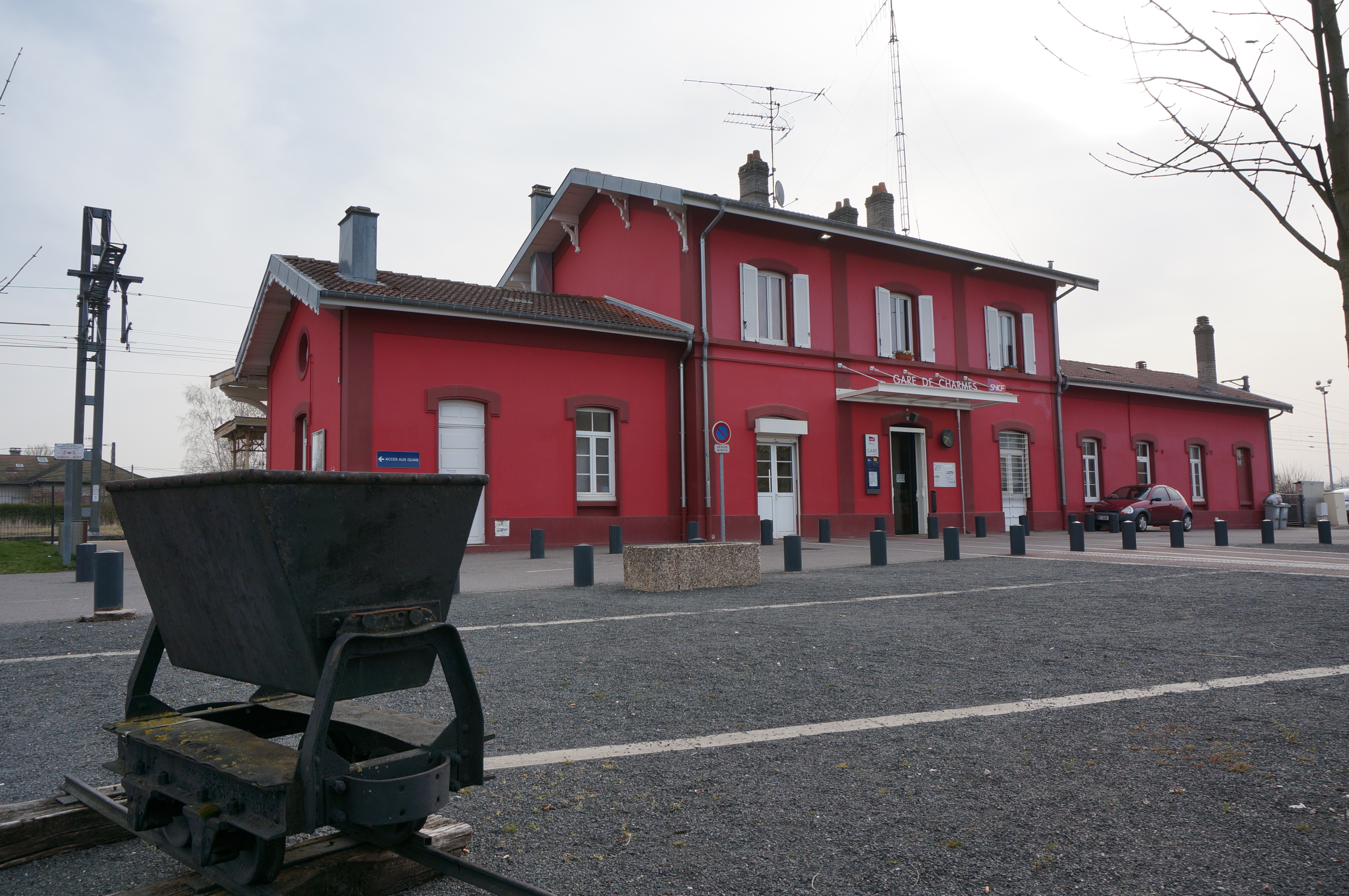
Gare de Charmes.

- Fluo Grand Est.

#### Lignes SNCF
- Gare de Charmes,
- Gare de Châtel - Nomexy,
- Gare de Thaon,
- Gare de Bayon.

#### Transports aériens
- Aéroport d'Épinal-Mirecourt « Vosges Aéroport ».

À partir de l'été 2021, l’aéroport d’Épinal-Mirecourt devient le pélicandrome de la Zone Est et servira ainsi de base de ravitaillement et d’intervention pour les avions bombardiers d’eau Q Series ou de Havilland Canada DHC-8, aussi connu sous le nom de Dash 8.

## Toponymie
Le nom de la localité est attesté sous les formes H. de Buxerulis (XIe ou XIIe siècle) ; Bosseruiles (1236) ; Boixeruelles, Buxereulles (1355) ; Bouxereulles (1449) ; Bouxereulle (1511) ; M. de Bouxeruelles (1543) ; Bouxerieulles (1573) ; Bouxurieulles (1612) ; Bouxerulles (1646) ; Boucheriesvres (1656) ; Bouxerieuil (1711) ; Bouxuruille (1736) ; Bouxureuille (1736) ; Bouxerulle (1742) ; Boxeriolœ (1768) ; Bouxurulles… on dit aussi Bousserville (1779) ; Bouxurules (1790).

De l'oïl boissière (« clairière, lieu boisé ») et du suffixe diminutif -olle, au pluriel, qui devient -ulle dans l'est de la France.

## Histoire
Bouxurulles vient du latin buxere signifiant buis.
L'église de Jorxey, qui était un doyenné, avait pour succursale celle de Bouxurulles.
Le 11 novembre 1939, un avion de la Royal Air Force, un bombardier Whitley, N1364, du squadron 77, s’écrasait sur une colline proche de Bouxurulles,.
Le 30 juillet 1955, un orage épouvantable tombe sur le haut du village qui se trouve enclavé entre deux collines. Il emporte tout sur son passage, les outils agricoles, les égouts, etc. Certaines maisons du milieu du village comptent deux mètres d'eau dans l'habitation. Aucune mort n'est à déplorer, mais des dégâts sont considérables. 
À la suite de cette catastrophe, une dame et des enfants du village ramassent des pierres dans les environs et construisent une statue de la Vierge Marie, érigée en 1968 après les inondations du 30 juillet 1955 dans le but de conjurer le sort. La clémence des inondations de 1968 a motivé l'élévation d'une statue.

## Politique et administration

### Découpage territorial
Par arrêté préfectoral du 15 septembre 2023, la commune est retirée le 1er janvier 2024 de l'arrondissement d'Épinal et rattachée à l'arrondissement de Neufchâteau.

### Liste des maires
| Période                                  | Période                   | Identité                                     | Étiquette | Qualité |
| ---------------------------------------- | ------------------------- | -------------------------------------------- | --------- | ------- |
| Les données manquantes sont à compléter. |                           |                                              |           |         |
| mars 2001                                | mars 2008                 | Michel Laurent                               |           |         |
| mars 2008                                | En cours (au 25 mai 2020) | Jean Vaubourg Réélu pour le mandat 2020-2026 |           |         |

### Budget et fiscalité 2023

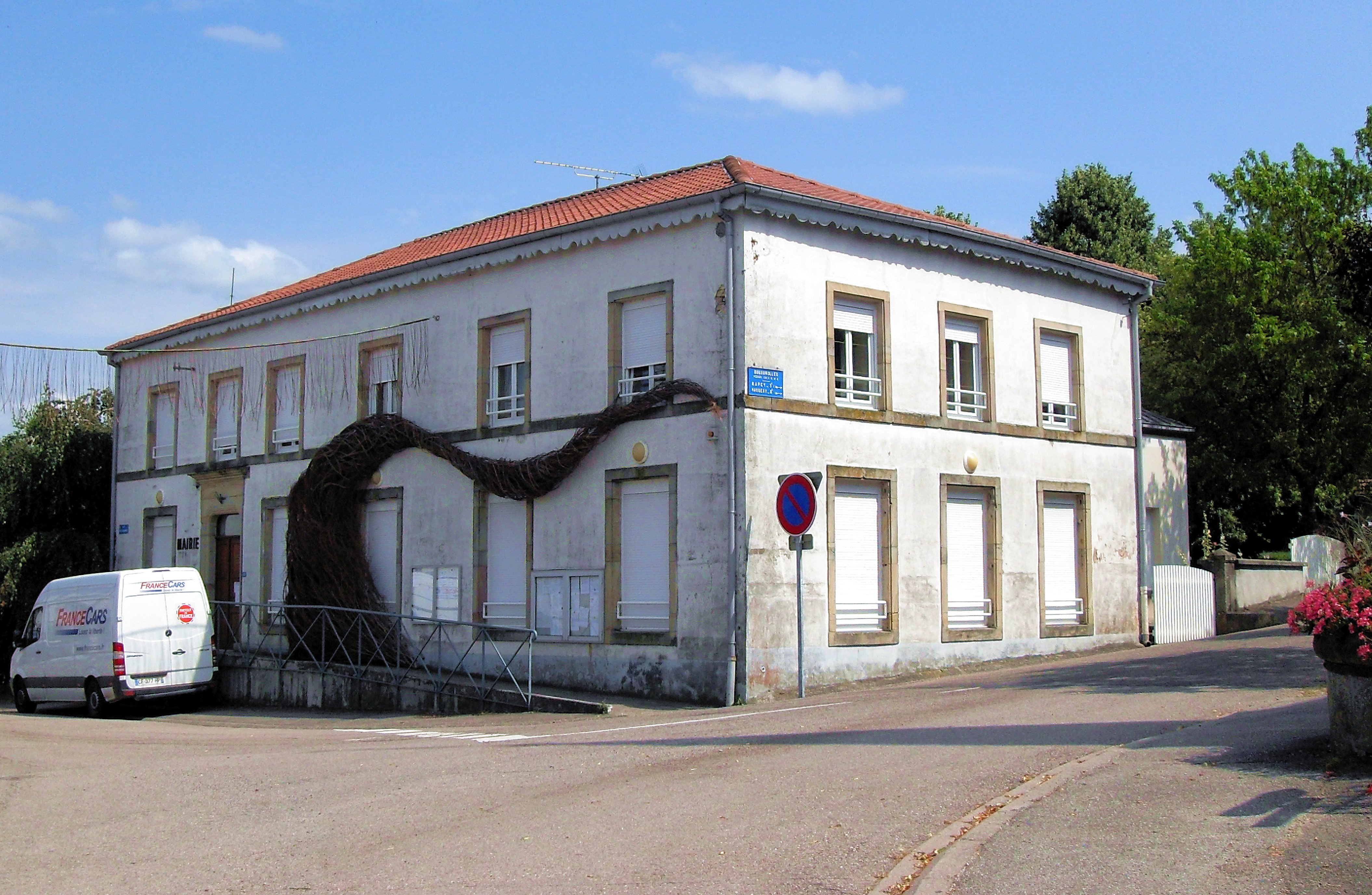
La mairie.

En 2023, le budget de la commune était constitué ainsi :
- total des produits de fonctionnement : 157 000 €, soit 885 € par habitant ;
- total des charges de fonctionnement : 121 000 €, soit 681 € par habitant ;
- total des ressources d'investissement : 146 000 €, soit 828 € par habitant ;
- total des emplois d'investissement : 154 000 €, soit 868 € par habitant ;
- endettement : 86 000 €, soit 488 € par habitant.

Avec les taux de fiscalité suivants :
- taxe d'habitation : 23,75 % ;
- taxe foncière sur les propriétés bâties : 43,12 % ;
- taxe foncière sur les propriétés non bâties : 27,36 % ;
- taxe additionnelle à la taxe foncière sur les propriétés non bâties : 0,00 % ;
- cotisation foncière des entreprises : 0,00 %.

Chiffres clés Revenus et pauvreté des ménages en 2021 : médiane en 2021 du revenu disponible, par unité de consommation : 24 300 €.

## Population et société

### Démographie

#### Évolution démographique
L'évolution du nombre d'habitants est connue à travers les recensements de la population effectués dans la commune depuis 1793. Pour les communes de moins de 10 000 habitants, une enquête de recensement portant sur toute la population est réalisée tous les cinq ans, les populations de référence des années intermédiaires étant quant à elles estimées par interpolation ou extrapolation. Pour la commune, le premier recensement exhaustif entrant dans le cadre du nouveau dispositif a été réalisé en 2004.

En 2022, la commune comptait 178 habitants, en évolution de +5,95 % par rapport à 2016 (Vosges : −2,96 %, France hors Mayotte : +2,11 %).
| 1793 | 1800 | 1806 | 1821 | 1831 | 1836 | 1841 | 1846 | 1856 |
| ---- | ---- | ---- | ---- | ---- | ---- | ---- | ---- | ---- |
| 408  | 444  | 437  | 512  | 580  | 601  | 558  | 543  | 503  |

| 1861 | 1866 | 1876 | 1881 | 1886 | 1891 | 1896 | 1901 | 1906 |
| ---- | ---- | ---- | ---- | ---- | ---- | ---- | ---- | ---- |
| 493  | 509  | 460  | 431  | 414  | 412  | 347  | 349  | 338  |

| 1911 | 1921 | 1926 | 1931 | 1936 | 1946 | 1954 | 1962 | 1968 |
| ---- | ---- | ---- | ---- | ---- | ---- | ---- | ---- | ---- |
| 321  | 252  | 229  | 212  | 200  | 203  | 193  | 153  | 151  |

| 1975 | 1982 | 1990 | 1999 | 2004 | 2006 | 2009 | 2014 | 2019 |
| ---- | ---- | ---- | ---- | ---- | ---- | ---- | ---- | ---- |
| 106  | 105  | 124  | 149  | 153  | 149  | 149  | 162  | 174  |

| 2022 | - | - | - | - | - | - | - | - |
| ---- | - | - | - | - | - | - | - | - |
| 178  | - | - | - | - | - | - | - | - |

### Enseignement
Établissements d'enseignements :
- Écoles maternelles et primaires à Savigny, Florémont, Évaux-et-Ménil, Charmes, Madegney, Brantigny.
- Collèges à Charmes, Mirecourt, Dompaire, Châtel-sur-Moselle, Thaon-les-Vosges.
- Lycées à Mirecourt, Thaon-les-Vosges, Harol, Épinal.

### Santé
Professionnels et établissements de santé :
- Médecins à Charmes, Vincey, Mirecourt, Mattaincourt, Diarville, Nomexy, Châtel-sur-Moselle.
- Pharmacies à Charmes, Vincey, Mirecourt, Portieux, Mattaincourt, Diarville, Nomexy, Châtel-sur-Moselle.
- Hôpitaux à Charmes, Mirecourt, Mattaincourt, Châtel-sur-Moselle.

### Cultes
- Culte catholique, Paroisse Saint-Nicolas-du-Haut-du-Mont[36], Diocèse de Saint-Dié.

## Économie

### Entreprises et commerces

#### Commerces
- Le seul point de services, ouvert en face du cimetière municipal, porte l'enseigne humoristique de « Ici mieux qu'en face ».

## Culture locale et patrimoine

### Lieux et monuments

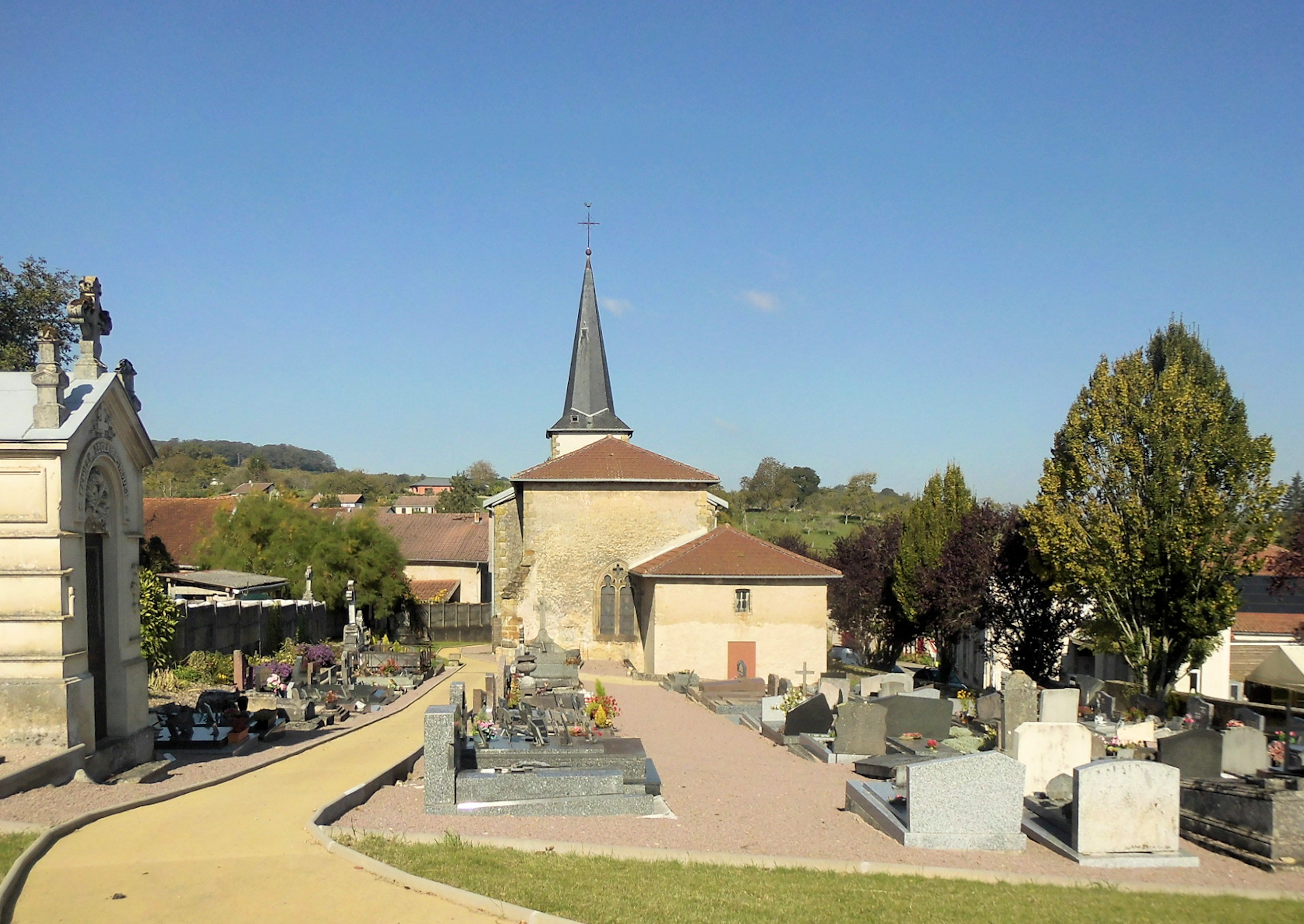
L'église Saint-Maur, côté sud.
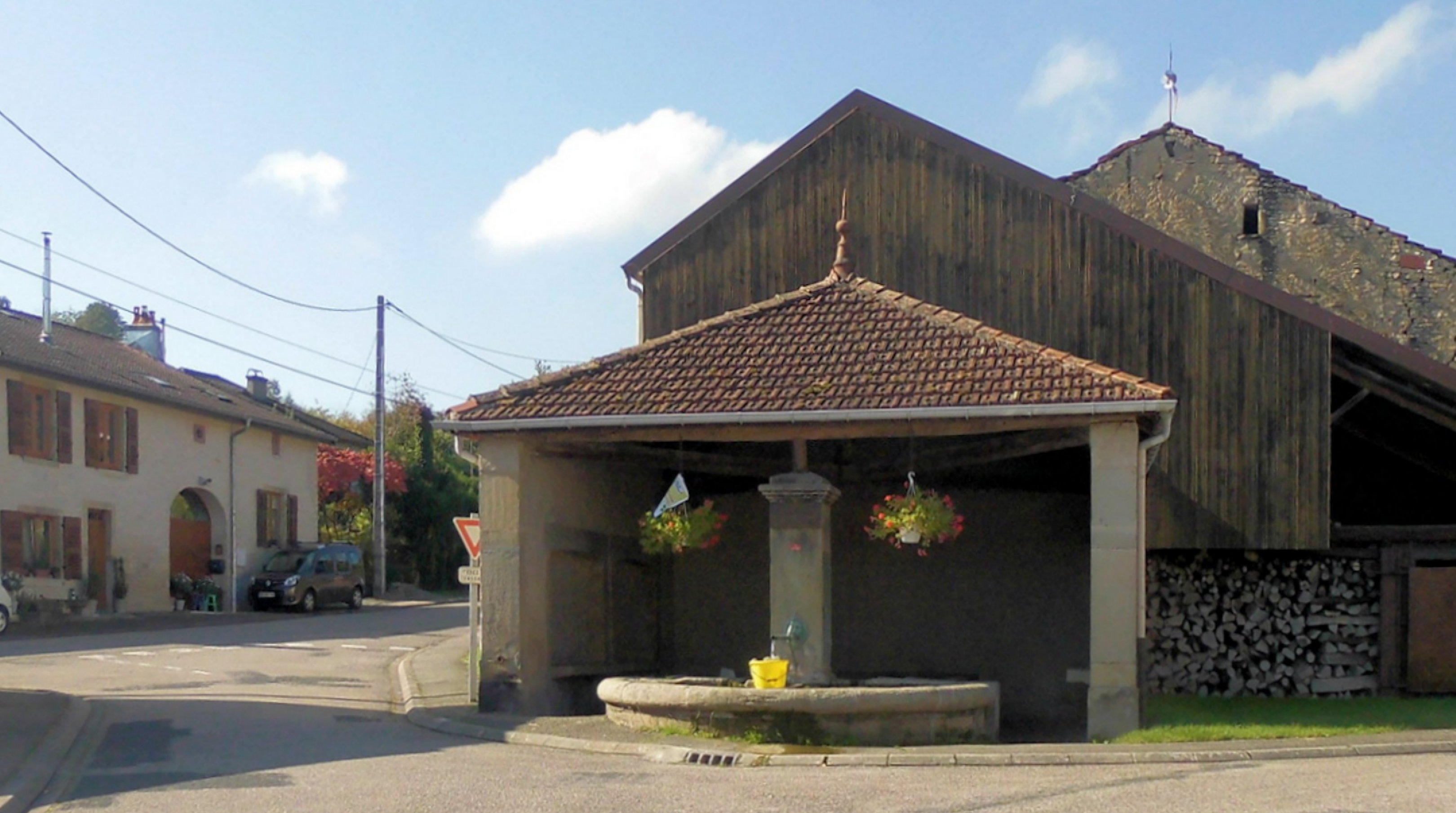
Lavoir.

- Église Saint-Maur[37].

Antependium.
Orgue du XVIIIe siècle en fonction dans l'église Saint-Maur,,,,.
Tableau Assomption.
Tableau Ascension.
- Monuments commémoratifs :

Stèle des aviateurs : un avion de la Royal Air Force s'est écrasé durant la Seconde Guerre mondiale.
Statue de la Vierge Marie, érigée en 1968 après les inondations du 30 juillet 1955.
Monument aux morts.
- La fontaine de Bozon, érigée au centre de l'agglomération et lieu de rencontre[48].
- Patrimoine rural recensé par le service régional de l'Inventaire général du patrimoine culturel, enquête thématique régionale (architecture rurale de Lorraine ; Xaintois)[49].
- Atelier de Charron et de tonnellerie créé en 1890[50],[51],[52], restauré avec le soutien de la Fondation du patrimoine.

### Personnalités liées à la commune
- Jean Charles Olivier Olivier Pinot Olivier Collet Jean Vaubourg Michel Laurent[53].
- Médaillés de Sainte-Hélène[54].

### Héraldique
| Blason | Blasonnement : De gueules à trois quintefeuilles d'or 2 et 1; au chef triangulaire d'argent à la branche de buis de sinople. Commentaires : Création Robert A. Louis. Adopté le 6 mars 2017. Le rameau de buis est une arme parlante pour le toponyme Bouxurulles du village, jadis Buxeriolo, Bosserioles, dérivé de buxius : le buis. Les trois quintefeuilles d’or sur le champ de gueules évoquent les trois quintefeuilles du blason sculpté sur la clé de voûte du chœur de l’église du village vouée à Saint Maur,. |

## Pour approfondir